# 3296 Bosque Alegre
3296 Bosque Alegre è un asteroide della fascia principale. Scoperto nel 1975, presenta un'orbita caratterizzata da un semiasse maggiore pari a 2,6539754 UA e da un'eccentricità di 0,1958932, inclinata di 13,92956° rispetto all'eclittica.